# Homoeonympha pusilla
Homoeonympha pusilla är en fjärilsart som beskrevs av Felder 1867. Homoeonympha pusilla ingår i släktet Homoeonympha och familjen praktfjärilar. Inga underarter finns listade i Catalogue of Life.